# Aleksandar Stanković (giocatore di football americano)
Aleksandar Stanković (24 gennaio 1988) è un giocatore di football americano serbo, che gioca nel ruolo di offensive lineman per i Beograd Vukovi.